# Cryptomartus hindi
A Cryptomartus hindi é uma espécie pré-histórica de aracnídeo que viveu há 300 milhões de anos.